# سيزار بلاكمان
سيزار بلاكمان (بالإسبانية: Cesar Blackman) هو لاعب كرة قدم بنمي في مركز الدفاع، ولد في 2 أبريل 1998 في مدينة بنما في بنما. لعب مع نادي داك 1904 دونيسكا ستريدا.

## وصلات خارجية
- سيزار بلاكمان على موقع الاتحاد الأوربي (الإنجليزية)
- سيزار بلاكمان على موقع إي إس بي إن إف سي (الإنجليزية)
- سيزار بلاكمان على موقع قاعدة بيانات كرة القدم.إي يو (الإنجليزية)
- سيزار بلاكمان على موقع ناشيونال فوتبول تيمز (الإنجليزية)
- سيزار بلاكمان على موقع Soccerbase.com (لاعب) (الإنجليزية)
- سيزار بلاكمان على موقع Soccerway.com (الإنجليزية)
- سيزار بلاكمان على موقع عالم كرة القدم.نت (الإنجليزية)